# Delos Thurber

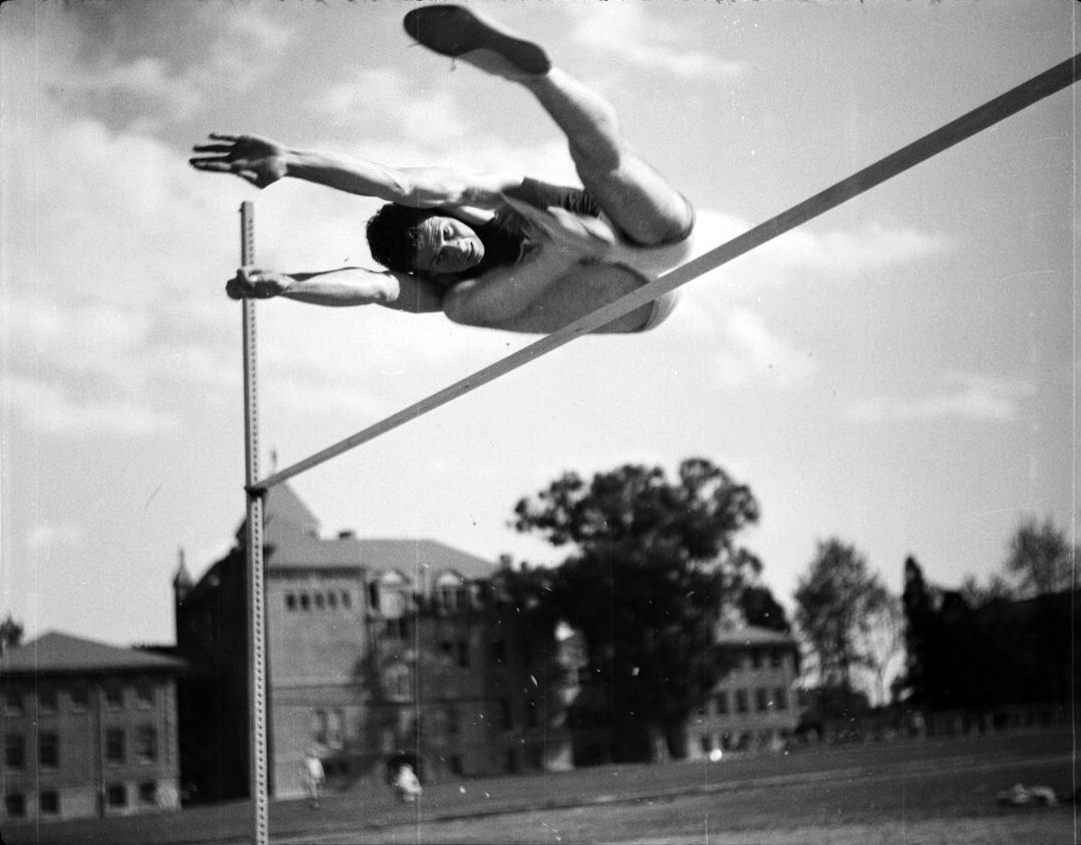
Delos Thurber (1936)

Delos Packard Thurber (* 23. November 1916 in Los Angeles; † 12. Mai 1987 in San Diego) war ein US-amerikanischer Hochspringer.
Bei den Olympischen Spielen 1936 in Berlin übersprang er 2,00 m. Da nur sein Landsmann Cornelius Johnson 2,03 m gemeistert hatte, kam es zwischen Thurber, dem US-Amerikaner Dave Albritton und dem Finnen Kalevi Kotkas zu einem Stichkampf, bei dem sich Albritton Silber und Thurber Bronze sicherten.
Delos Thurber graduierte an der University of Southern California und wurde nach dem Zweiten Weltkrieg Flugzeugpilot auf den Philippinen.